# Дезоксирибоза
Дезоксирибо́за, також відома як D-дезоксирибоза та 2-дезоксирибоза, — пентоза (моносахарид, що містить п'ять атомів вуглецю), що містить альдегідну функціональну групу. Цей цукор є похідною іншого пентозного цукру, рибози, через заміну гідроксильної групи у 2 позиції атомом водню, приводячи до втрати атому кисню. Дезоксирибоза має хімічну формулу C5H10O4, вона була вперше знайдена в 1929 році Фебусом Левіном.
Рибоза та дезоксирибоза входять до складу нуклеїнових кислот — великих
молекул, що беруть участь у процесах передавання, реалізації та зберігання
спадкової інформації у клітині.